# Кръстьо Раленков
Кръстьо Раленков е български поет.

## Биография
Роден е през 1965 г. в Панагюрище. Завършва гимназия в София, а след това и философия в Софийския университет. Дебютните му публикации са в ученическите издания „Родна реч“ и „Средношколско знаме“. Публикувал е стихотворения, разкази и фейлетони във в. „Стършел“, в. „Народна младеж“, в. „Пулс“, в. „Армейска младеж“, в. „Стандарт“, в. „Век 21“, LiterNet, Факел, Нова социална поезия.
През 1990 г. е сред създателите на списание „Хермес“, заедно с Младен Мисана, Вячеслав Остър и Емилия Дворянова. Списанието се развива под формата на годишен алманах и има за цел да публикува „незаслужено отхвърлени или непредлагани в издателствата ръкописи“. В периода 1997 – 1998 г. е сценарист на Каналето. Работил е като галванотехник, преподавател по философия, заместник-директор и директор на училище.
През 2012 г. печели Славейковата награда за лирично стихотворение. На следващата година излиза дебютната му стихосбирка „Денят на еднодневката“, издадена с подкрепата на община Панагюрище. През 2018 г. е издадена втората му поетична книга „Кислород“.
През 2022 г. е награден с приза „Иван Николов“ за книгата си „Смъртта разпитва вече кой си“.
Умира от рак на 6 август 2025 година.